# Coenogonium
Coenogonium Ehrenb. (cielistek) – rodzaj grzybów z rodziny Coenogoniaceae. Ze względu na współżycie z glonami zaliczany jest do grupy porostów.

## Systematyka i nazewnictwo
Pozycja w klasyfikacji według Index Fungorum: Coenogoniaceae, Ostropales, Ostropomycetidae, Lecanoromycetes, Pezizomycotina, Ascomycota, Fungi.
Synonimy nazwy naukowej: Biatorinopsis Müll. Arg.,
Coenogoniomycella Cif. & Tomas.,
Coenogoniomyces Cif. & Tomas.,
Coenogonium Clem.,
Coenomycogonium Cif. & Tomas.,
Didymopycnomyces Cavalc. & A.A. Silva, in Cavalcante, Cavalcanti & Leal,
Dimerella Trevis.,
Flabellomyces Kobayasi,
Gyalecta sect. Lecaniopsis Vain.,
Gyalectella J. Lahm, Jber.
Holocoenis Clem.,
Lecaniopsis (Vain.) Zahlbr.,
Microphiale (Stizenb.) Zahlbr.,
Mycocoenogonium Cif. & Tomas.,
Secoliga sect. Microphiale Stizenb.
Nazwa polska według W. Fałtynowicza (dla synonimu Didymium).

## Niektóre gatunki
- Coenogonium botryosum C. Knight 1886
- Coenogonium confervoides Nyl. 1858
- Coenogonium curvulum Zahlbr. 1928
- Coenogonium dilucidum (Kremp.) Kalb & Lücking 2000
- Coenogonium ebeneum (Dillwyn) A.L. Sm. 1911
- Coenogonium fallaciosum (Müll. Arg.) Kalb & Lücking 2000
- Coenogonium flavicans (Vězda & Farkas) Kalb & Lücking 2000
- Coenogonium hypophyllum (Vězda) Kalb & Lücking 2000
- Coenogonium implexum Nyl. 1862
- Coenogonium interplexum Nyl. 1862
- Coenogonium interpositum Nyl. 1862
- Coenogonium linkii Ehrenb. 1820
- Coenogonium lisowskii (Vězda) Lücking 2001
- Coenogonium moniliforme Tuck. 1862
- Coenogonium pineti (Ach.) Lücking & Lumbsch 2004 – cielistek dyskretny
- Coenogonium pyrophthalmum (Mont.) Lücking, Aptroot & Sipman 2006
- Coenogonium queenslandicum (Kalb & Vězda) Lücking 2001
- Coenogonium subdentatum (Vězda & G. Thor) Rivas Plata, Lücking, Umaña & Chaves 2006
- Coenogonium subluteum (Rehm) Kalb & Lücking 2000
- Coenogonium zonatum (Müll. Arg.) Kalb & Lücking 2000

Nazwy naukowe na podstawie Index Fungorum. Uwzględniono tylko gatunki zweryfikowane. Nazwy polskie według checklist W. Fałtynowicza.